# Caso de estupro coletivo de Deli em 2012
O caso de estupro coletivo em Deli envolveu o estupro e assassinato de Jyoti Singh em 16 de dezembro de 2012, em Munirka, um bairro localizado na parte sul de Nova Deli. Estudante de Fisioterapia, ela tinha 23 anos quando foi espancada e estuprada por um grupo de seis homens em um ônibus no qual viajava com um amigo. Ela faleceu dias depois no hospital.  
O caso também ficou conhecido como o estupro de Nirbhaya, com Nirbhaya sendo o nome atribuído à jovem e significando "destemida", "sem medo", "valente". Na Índia as vítimas de estupro não podem ser identificadas por lei, a não ser que elas próprias ou sua família permita, o que precisamente a mãe de Jyoti fez posteriormente.   

## O fato
Na noite de 16 de dezembro de 2012, por volta das 21 horas, a estudante Jyoti Singh, de 23 anos, voltava do cinema com um amigo, Awindra  Pratap Pandey (algumas vezes citado como seu namorado), após assisterem ao filme Life of Pi. No retorno para casa, os dois pegaram um ônibus e uma vez dentro do veículo, seis homens, entre eles um menor de idade e o próprio motorista, atacaram o casal, agredindo-os com uma barra de ferro. Awindra chegou a desmaiar por causa das agressões e teve uma perna fraturada. Em seguida os homens estupraram a jovem e a agrediram, inclusive com mordidas, de modo que a mesma também desmaiou. Depois do ataque, ambos desacordados foram jogados para fora do ônibus ainda em movimento e ficaram jogados sem roupas na calçada por quase uma hora, até que alguém tenha resolvido ajudá-los.  
Devido aos graves ferimentos, que incluíram a perfuração dos intestinos com a barra de ferro, que também foi usada para agredir sexualmente a jovem, Jyoti faleceu no dia 29 de dezembro num hospital de transplante de órgãos de Cingapura, para onde havia sido transferida poucas horas antes numa tentativa de salvar sua vida.   

## Prisão, julgamentos e penas
Todos os envolvidos foram reconhecidos e presos cerca de 24 horas após o crime, tendo sido depois condenados após depoimentos de testemunhas, depoimentos da vítima sobrevivente, impressões digitais, testes de DNA e exames de arcada dentária. Todos foram condenados em 2013 pelos crimes de estupro e assassinato. 
Em 11 de março de 2013, o condutor do ônibus, Ram Singh, cometeu suicídio na prisão. Foi divulgado que Singh se enforcou, contudo, seu advogado e sua família sempre sustentaram que ele foi assassinado e deixaram claro que o mesmo vinha recebendo seguidas ameaças de morte por parte dos guardas e de outros detentos. 
Mukesh Singh, Vinay Sharma, Akshay Thakur e Pawan Gupta foram enforcados na prisão de Tihar na manhã do dia 20 de março de 2020, após terem recorrido da sentença por quatro vezes, o que incluiu um pedido de clemência ao governador de Déli, que o rejeitou. Asha Devi, mãe da vítima, falou então: "Hoje foi feita justiça depois de sete anos. Agora a alma da minha filha já pode descansar em paz”. Afroz cumpriu pena até dezembro de 2015, mas após sua liberação a família e os moradores da aldeia onte ele morava se negaram a recebê-lo de volta. Ele foi abrigado por uma ONG e depois levado para viver em uma outra cidade, com outro nome, o que provocou protestos.  
Pouco antes da pena ser cumprida, Mukesh ainda tentou culpar a vítima, dizendo que uma mulher descente não estaria na rua àquela hora da noite. 

## Repercussões
O fato gerou uma cobertura nacional e internacional generalizada, vindo a ser condenado por grupos de feministas, tanto na Índia como no exterior. Houve comoção mundial e a população indiana, em várias regiões do país, saiu às ruas para clamar por justiça. Desta forma, protestos se espalharam por diversas cidades da Índia, sendo que o mais violento deles ocorreu em Nova Deli, terminando com um morto e mais de 100 feridos. Como consequência, o governo indiano enrijeceu as leis relativas aos crimes sexuais.   
Também foram registrados protestos contra o governo da Índia e, em particular, contra o governo de Nova Deli por não proporcionar segurança adequada às mulheres. Em tais ocasiões, milhares de manifestantes entraram em choque com as forças de segurança. Em outras cidades da Índia também foram registrados protestos semelhantes. 
Em 2015, foi produzido um documentário britânico, batizado como A Filha da Índia, que descreve o crime e a prisão dos envolvidos. No documentário é dito que os responsáveis pelo crime alegaram que se viram no direito de atacar a moça porque “nenhuma mulher decente estaria na rua àquela hora da noite”. 
Em dezembro de 2023, 11 anos depois dos crimes, o chefe de polícia Chhaya Sharma falou com um jornal indiano revelando alguns detalhes, como o fato de Mukesh ter fugido para o Rajastão, onde ele só teria se rendido após as autoridades dizerem que contariam sobre sua vida criminosa à sua mãe, e a prisão do jovem Afroz no terminal rodoviário de Anand Vihar, onde ele provavelmente estava tentando pegar um ônibus para fugir da cidade. Ele também relembrou que a vítima fatal tinha 13 mordidas pelo corpo, no que chamou de "crime de natureza animal". 

## Leia também
- Estupro na Índia